# Уваровська премія
Уваровська премія — премія, що заснована в 1856 році на згадку графа Уварова С. С., колишнього з 1818 року президента Петербурзької академії наук. Вона присуджувалася, в основному, за праці з російської історії, але серед її лауреатів були і драматичні письменники.
Після смерті батька Уваров О. С. заснував у пам'ять про нього премію його імені за твори з російської історії та за драматичні твори, щоб заохотити письменників до занять російською й слов'янською історією. У листі від 1 березня 1856 р. на ім'я нового президента Академії наук Блудова Д. М. він запропонував вносити 3000 рублів щорічно:
- з цієї суми одна велика нагорода повинна була скласти 1500 рублів,
- дві менші — по 500 рублів і
- одна заохочувальна — 500 рублів.

Одночасно в Академію наук був відправлений проект правил присудження Уваровської премії. Присуджувалися премії Другим відділенням Петербурзької Академії наук.
У 1876 р. граф Уваров О. С. заявив своє бажання з наступного року виключити драматичні твори з числа творів, за які може присуджуватися ця премія. Він збирався відповідним чином змінити «Положення про нагороди», але так і не зробив цього до своєї смерті. Хоча після смерті Уварова О. С. грошові внески на нагороди не вносилися протягом 1885—1886 років, але Академія наук все ж продовжувала вручати нагороди за історичні твори за рахунок невеликого капіталу, що утворився від не присуджених заохочувальних премій.
Спадкоємці графа Уварова О. С. побажали продовжувати вручати премію, в тому числі за драматичні твори.